# Sejerø Bugt
Sejerø Bugt – zatoka Morza Bałtyckiego, należąca do Danii, położona w południowej części cieśniny Kattegat, wzdłuż północno-zachodniego wybrzeża wyspy Zelandii, pomiędzy półwyspami Røsnæs i Sjællands Odde. Ma przeważnie od 5 m do 15 m głębokości. Obszar zatoki należy do gminy Odsherred. Wzdłuż wybrzeża zatoki znajduje się kilka plaż i kompleksów turystycznych, które stanowią ważne tereny rekreacyjne dla aglomeracji kopenhaskiej. W zatoce znajdują się wyspy Nekselø i Sejerø.
6 września 1982 roku w zatoce doszło do incydentu z rakietą typu Harpoon. Rakieta została przypadkowo wystrzelona z duńskiej fregaty „Peder Skram” w cieśninie Kattegat i po pokonaniu dystansu około 34 km spadła na północny wschód od zatoki, na teren domów letniskowych w pobliżu wsi Lumsås, niszcząc cztery domy letniskowe i uszkadzając około 100 innych, ale nikogo nie raniąc.